# Daedalochila hippocrepis
Daedalochila hippocrepis é uma espécie de gastrópode da família Daedalochila.
É endémica dos Estados Unidos da América. 